# H2FLY HY4

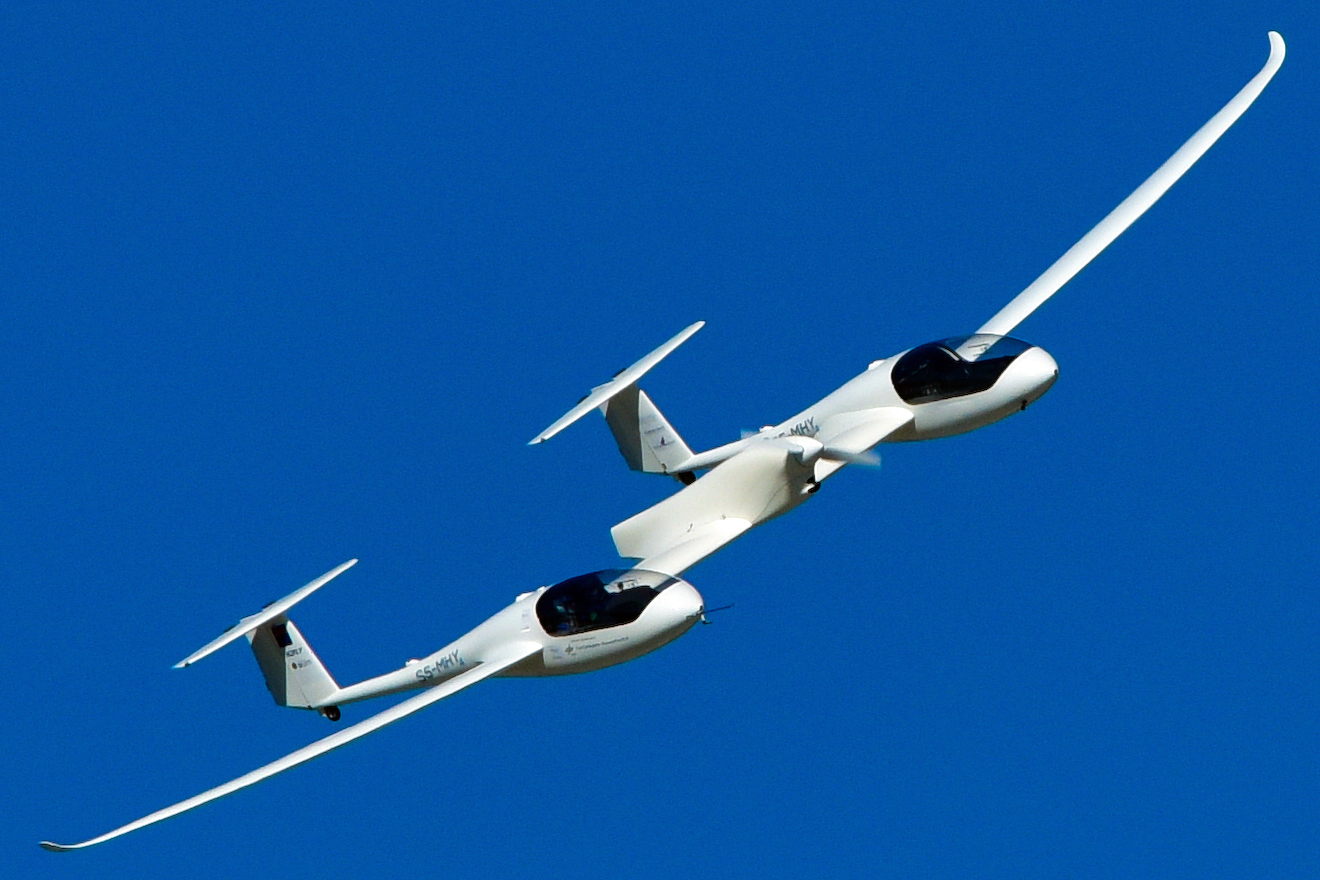
Le HY4 en 2016.

Le HY4 est un avion conçu en 2016 par H2FLY, un développeur spécialisé dans les technologies de piles à combustible à hydrogène pour l'aviation basé à Stuttgart en Allemagne et dont le fondateur est le professeur Josef Kallo .

## Présentation
Il s'agit d'un aéronef à quatre places avec un groupe motopropulseur électrique à hydrogène qui a établi un record mondial d'altitude et a parcouru le trajet de 124 km entre sa base de Stuttgart et Friedrichshafen .
Le 20 avril 2022, cet avion a établi un record du monde concernant les avions de passagers à hydrogène en volant à une altitude de 7 230 pieds (2 203 mètres).
Les principaux partenaires de la société H2FLY sont l'aéroport de Stuttgart, l'université d'Ulm, l'aéroport de Friedrichshafen et AERO Friedrichshafen .
Le HY4 à quatre places est pour l'instant un prototype d'essai pour développer le système de propulsion qui permettra un être actuellement à l'étude avec Deutsche Aircraft d'ici à 2025 .
Le directeur d'AERO Roland Bosch et le directeur du salon Tobias Bretzel ont annoncé dans une déclaration commune : « L'aviation durable est le sujet central de l'AERO Friedrichshafen » .
Le vol entre Stuttgart et Friedrichshafen était également le premier vol d'un avion électrique à hydrogène avec passagers entre deux grands aéroports.
Le HY4 fera ses débuts auprès du grand public à AERO Friedrichshafen. Jusqu'à présent, les essais du HY4 ont eu lieu exclusivement dans la zone d'essai autour de l'aéroport de Stuttgart.